# Ammanford
Ammanford (en anglais) ou Rhydaman (en gallois) est une ville du comté du Carmarthenshire, dans le sud-ouest du pays de Galles. Elle possède le statut de communauté.

## Toponymie
Le nom de la ville fait référence à un gué (ford en anglais, rhyd en gallois) sur la rivière Amman (en).

## Personnalités liées
- Dai Davies, footballeur gallois